# Polypedates
Genre
Synonymes
- Trachyhyas Fitzinger, 1843

Polypedates est un genre d'amphibiens de la famille des Rhacophoridae.

## Répartition
Les 24 espèces de ce genre se rencontrent en Asie du Sud, en Asie du Sud-Est et en Asie de l'Est.

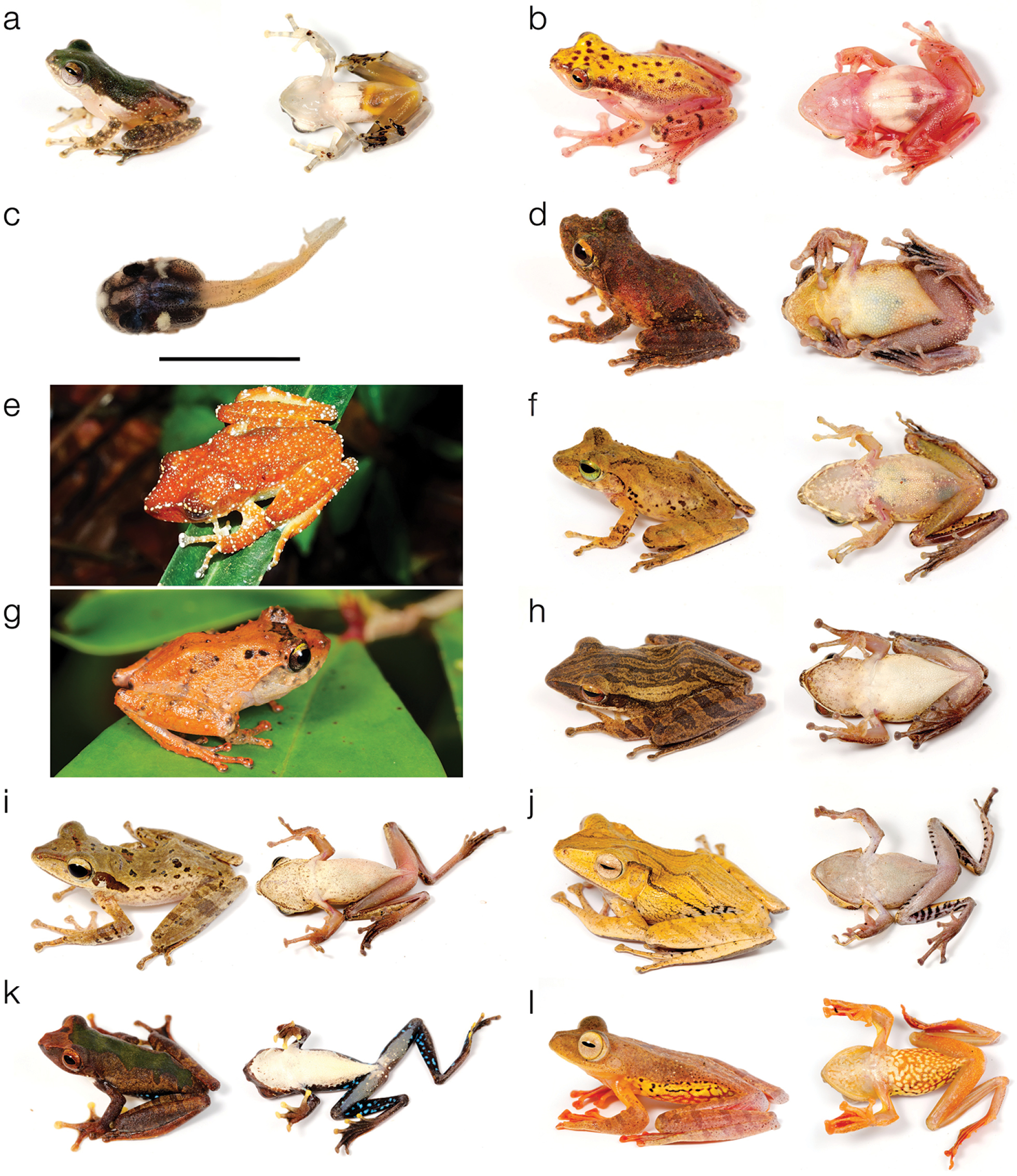
Rhacophoridae : a. Feihyla kajau b. Chiromantis inexpectatus c. têtard de Chiromantis inexpectatus d. Kurixalus appendiculatus e. Nyctixalus pictus f. Philautus hosii g. Philautus nephophilus h. Polypedates leucomystax i. Polypedates macrotis j. Polypedates otilophus k. Rhacophorus cyanopunctatus l. Rhacophorus pardalis

## Liste des espèces
Selon Amphibian Species of the World (8 août 2014) :
- Polypedates assamensis Mathew & Sen, 2009
- Polypedates braueri (Vogt, 1911)
- Polypedates chlorophthalmus Das, 2005
- Polypedates colletti (Boulenger, 1890)
- Polypedates cruciger Blyth, 1852
- Polypedates discantus Rujirawan, Stuart & Aowphol, 2013
- Polypedates hecticus Peters, 1863
- Polypedates impresus Yang, 2008
- Polypedates insularis Das, 1995
- Polypedates iskandari Riyanto, Mumpuni & McGuire, 2011
- Polypedates leucomystax (Gravenhorst, 1829)
- Polypedates macrotis (Boulenger, 1891)
- Polypedates maculatus (Gray, 1830)
- Polypedates megacephalus Hallowell, 1861
- Polypedates mutus (Smith, 1940)
- Polypedates occidentalis Das & Dutta, 2006
- Polypedates otilophus (Boulenger, 1893)
- Polypedates pseudocruciger Das & Ravichandran, 1998
- Polypedates pseudotilophus Matsui, Hamidy & Kuraishi, 2014
- Polypedates ranwellai Wickramasinghe, Munindradasa & Fernando, 2012
- Polypedates subansiriensis Mathew & Sen, 2009
- Polypedates taeniatus (Boulenger, 1906)
- Polypedates teraiensis (Dubois, 1987)
- Polypedates zed (Dubois, 1987)

## Taxinomie
Le genre Trachyhyas a été placé en synonymie avec Polypedates par Günther en 1859.

## Publication originale
- Tschudi, 1838 : Classification der Batrachier, mit Berucksichtigung der fossilen Thiere dieser Abtheilung der Reptilien, p. 1-99 (texte intégral).